# Oreobates zongoensis
Oreobates zongoensis is een kikker uit de familie Strabomantidae en werd voor het eerst wetenschappelijk beschreven door Reichle en Köhler in 1997. De soort komt voor in Bolivia in de provincie Murillo op hoogtes van 1250 meter boven het zeeniveau. Oreobates zongoensis wordt bedreigd door het verlies van habitat.